# Европско првенство у атлетици у дворани 1975 — 1.500 метара за мушкарце
Такмичење у трци на 1.500 метара у мушкој конкуренцији на 6. Европском првенству у атлетици у дворани 1975. одржано је у дворани Сподек у Катовицама, (Пољска) 8. и 9. марта.
Титулу освојену у Gетеборгу 1974.  бранио  је Хенрик Шордиковски из Пољске.

## Земље учеснице
Учествовало је 19 атлетичара из 12 земаља.
1. Данска (1)
2. Западна Немачка (2)
3. Идсточна Немачка (1)
4. Пољска (3)
5. Румунија (2)
6. Совјетски Савез  (2)
7. Уједињено Краљевство (2)
8. Француска (2)
9. Чехословачка (1)
10. Швајцарска (1)
11. Шведска (1)
12. Шпанија (1)

## Рекорди
| Рекорди пре почетка Европског првенства у дворани 1975.     | Рекорди пре почетка Европског првенства у дворани 1975. | Рекорди пре почетка Европског првенства у дворани 1975. | Рекорди пре почетка Европског првенства у дворани 1975. | Рекорди пре почетка Европског првенства у дворани 1975. | Рекорди пре почетка Европског првенства у дворани 1975. |
| ----------------------------------------------------------- | ------------------------------------------------------- | ------------------------------------------------------- | ------------------------------------------------------- | ------------------------------------------------------- | ------------------------------------------------------- |
| Светски рекорд у дворани                                    | Харалд Норпот                                           | Западна Немачка                                         | 3:37,8                                                  | Западни Берлин, Западна Немачка                         | 10. фебруар 1971.                                       |
| Европски рекорд у дворани                                   | Харалд Норпот                                           | Западна Немачка                                         | 3:37,8                                                  | Западни Берлин, Западна Немачка                         | 10. фебруар 1971.                                       |
| Рекорди европских првенстава у дворани                      | Хенрик Шордиковски                                      | Пољска                                                  | 3:41,4                                                  | Софија, Бугарска                                        | 14. март 1971                                           |
| Најбољи светски резултат сезоне у дворани                   | Фил Банинг                                              | Уједињено Краљевство                                    | 3:41,93                                                 | Косфорд, Уједињено Краљевство                           | 15. фебруар 1975.                                       |
| Најбољи европски резултат сезоне у дворани                  | Фил Банинг                                              | Уједињено Краљевство                                    | 3:41,93                                                 | Косфорд, Уједињено Краљевство                           | 15. фебруар 1975.                                       |
| Рекорди после завршеног Европског првенства у дворани 1975. |                                                         |                                                         |                                                         |                                                         |                                                         |
| Нових рекорда није било.                                    |                                                         |                                                         |                                                         |                                                         |                                                         |

## Освајачи медаља
|                                  |                              |                      |
| Томас Вестинхаге Западна Немачка | Пјотр Анисим Совјетски Савез | Георге Гипу Румунија |

## Резултати

### Квалификације
Кавификације су одржане 8. марта 1975. године. У финале су се пласирала по 2 првопласирана из 3 квалификационе групе (КВ) и 2 на основу постигнутог резултата (кв). Време је ручно мерено.
| Место | Група | Атлетичар             | Земља                | ЛР      | ЛРС    | Резултат | Белешка |
| ----- | ----- | --------------------- | -------------------- | ------- | ------ | -------- | ------- |
| 1.    | 1     | Хенрик Шордиковски    | Пољска               | 3:41,4  |        | 3:45,0   | КВ      |
| 2.    | 1     | Анатолиј Мамонтов     | Совјетски Савез      |         |        | 3:45,1   | КВ      |
| 3.    | 1     | Фил Банинг            | Уједињено Краљевство | 3:41,9  | 3:41,9 | 3:45,4   | кв      |
| 4.    | 2     | Томас Вестинхаге      | Западна Немачка      |         |        | 3:46,3   | КВ      |
| 5.    | 2     | Михал Сковронек       | Пољска               |         |        | 3:46,3   | КВ, ЛРд |
| 6.    | 2     | Вернер Мајер          | Швајцарска           |         |        | 3:46.5   | кв, ЛРд |
| 7.    | 2     | Петре Лупан           | Румунија             | 3,44,67 |        | 3:46,9   |         |
| 8.    | 3     | Пјотр Анисим          | Совјетски Савез      |         |        | 3:47,1   | КВ      |
| 9.    | 3     | Георгије Гипу         | Румунија             |         |        | 3:47,2   | КВ      |
| 10.   | 3     | Јирген Штрауб         | Идсточна Немачка     |         |        | 3:47,7   |         |
| 11.   | 3     | Франсис Гонзалес      | Француска            |         |        | 3:47,9   |         |
| 12.   | 3     | Леслав Зајац          | Пољска               |         |        | 3:48,0   | ЛРд     |
| 13.   | 2     | Валтер Вилкинсон      | Уједињено Краљевство | 3:45,8  |        | 3:48,5   |         |
| 14.   | 3     | Штефан Полак          | Чехословачка         |         |        | 3:48,6   | ЛРд     |
| 15.   | 1     | Рубен Соренсен        | Данска               |         |        | 3:49,9   | ЛРд     |
| 16.   | 1     | Паул Хајнц Велман     | Западна Немачка      | 3:42,5  |        | 3:51.,1  |         |
| 17.   | 2     | Ачен Карон            | Француска            |         |        | 3:53,1   | ЛРд     |
| 18.   | 1     | Оке Свенсон           | Шведска              |         |        | 3:55,5   |         |
| 19.   | 3     | Хосе Антонио Мартинез | Шпанија              |         |        | 4:00,4   |         |

Подебљани лични рекорди су и национални рекорди земље коју такмичар представља

### Финале
Финале је одржано 9. марта.
| Пласман | Атлетичар          | Земља                | Резултат | Белешка |
| ------- | ------------------ | -------------------- | -------- | ------- |
|         | Томас Вестинхаге   | Западна Немачка      | 3:44,6   |         |
|         | Пјотр Анисим       | Совјетски Савез      | 3:45,4   | ЛРд     |
|         | Георге Гипу        | Румунија             | 3:45,4   |         |
| 4.      | Анатолиј Мамонтов  | Совјетски Савез      | 3:47,0   |         |
| 5.      | Михал Сковронек    | Пољска               | 3:49,1   |         |
| 6.      | Хенрик Шордиковски | Пољска               | 3:55,4   |         |
| 7.      | Вернер Мајер       | Швајцарска           | 3:58,9   |         |
| —       | Фил Банинг         | Уједињено Краљевство | НС       |         |

## Укупни биланс медаља у трци на 1.500 метара за мушкарце после 6. Европског првенства у дворани 1970—1975.
|    | Земља           |   |   |   |    |
| -- | --------------- | - | - | - | -- |
| 1. | Пољска          | 4 | 0 | 1 | 5  |
| 2. | Западна Немачка | 1 | 1 | 1 | 3  |
| 3. | Француска       | 1 | 0 | 0 | 1  |
| 4. | Совјетски Савез | 0 | 2 | 1 | 3  |
| 5. | Белгија         | 0 | 1 | 0 | 1  |
| 5. | Грчка           | 0 | 1 | 0 | 1  |
| 5. | Ирска           | 0 | 1 | 0 | 1  |
| 8. | Источна Немачка | 0 | 0 | 1 | 1  |
| 8. | Италија         | 0 | 0 | 1 | 1  |
| 8. | Румунија        | 0 | 0 | 1 | 1  |
|    | Укупно {10}     | 6 | 6 | 6 | 18 |

|    | Атлетичар          | Земља           |   |   |   |   |
| -- | ------------------ | --------------- | - | - | - | - |
| 1. | Хенрик Шордиковски | Пољска          | 4 | 0 | 0 | 4 |
| 2. | Томас Вестинхаге   | Западна Немачка | 1 | 1 | 0 | 2 |
| 3. | Владимир Пантелеј  | Совјетски Савез | 0 | 1 | 1 | 2 |